# Luang Por Khun Parissuddho
Luang Por Khun Parissuddho ou Phra Depwiddhayakama (Nakhon Ratchasima (província), 4 de outubro de 1923 - Nakhon Ratchasima, 14 de maio de 2015)  foi um conhecido monge budista da tradição Theravada da Tailândia.

## Biografia

### Anos iniciais
Luang Por Khun Parissuddho nasceu na vila de Baan Kud Phiman, na província de Nakhon Ratchasima, no dia 4 de outubro de 1923. For ordenado no dia 5 de maio de 1934. Foi lhe dado o nome de Parissuddho que.